# مدينة اللذة
مدينة اللذة هي رواية عزت القمحاوي الأولى، وهي كتابه الثاني بعد حدث في بلاد التراب والطين (قصص)، صدرت أولا عن هيئة قصور الثقافة، سلسلة أصوات أدبية سنة 1997، ثم كطبعة ثانية عن دار العين للنشر سنة 2009.

## عن الرواية
مدينة تشبه المدن ولا تشبهها، تحرسها إلهة للذة، ويحكمها ملك شبق لا يرتوي من الجنس، وأميرة تحلم بالحب والتعاطف الحنون، فيزين لها الكهنة جدران غرفتها برسوم لعشاق متخاصرين، ويطلقون البخور والتعاويذ لكي تدب الحياة في الرسوم وتحقق للأميرة وهم الحب.
بشر، ظلال بشر، عبيد، وأباطرة فقدوا جيوشهم على أبواب المدينة، لكنهم اخترقوها بالبطاطس المحمرة والبيبسي كولا.
لا أحد يعرف تاريخ مدينة اللذة، ولا زائر ينجو من غوايتها. هذه الرواية التي بنيت من أساطير الإنسانية، وقد انصهرت في واحدة من النزوات الأدبية الأكثر إتقاناً. ولم يعد من الممكن الحديث عن السرد الجديد في العالم العربي دون الحديث عن مدينة اللذة، والإضافة الأساسية التي أضافتها إلى فن الرواية العربية.

## شهادات بعض النقاد عن الرواية
جمال الغيطاني:
| « | تنتمي إلى كتابة جديدة ورؤية أجد، تمتزج فيها الأصالة بالمعاصرة، والثقافة الخفية السارية باللغة الحديثة المتدفقة، وهذه الرواية تمثل صوتا قويا متميزا، تواكبه أصوات أخرى في الساحة الأدبية الآن تؤسس لكتابة جديدة ورؤى يمكنها أن تستوعب هموم الإنسان والواقع وتعبر عن نفسها بطرق مختلفة. | » |

عبد الرحمن الأبنودي:
| « | بخفة الثعبان الذي يخاف ويخيف، يستعير القمحاوي لغة المدينة، ليواجهها بأساطيرها نازعاً عنها عباءتها التي لاتستر عورة. | » |

د. فيصل دراج:
| « | تصدر القيمة الفنية لـ "مدينة اللذة" عن قدرتها على بناء عالم هجائي، وتتوسل الأدوات التي تحسن بناءه. | » |

د.محمد عبد المطلب:
| « | رواية الأفق الحر الذي لايعرف للزمن قيوداً ولا للمكان حدوداً. | » |

نبيل سليمان:
| « | إنها مدينة العجائب التي تبدو الحقائق فيها ظلالاً لحقائق أخرى. | » |

د. صبري حافظ:
| « | تؤسس لطبيعة الشفرة الروائية وقواعد الإحالة المراوغة إلى كل ما عداها من المدن. | » |

د. شعيب حليفي:
| « | رواية لا تنتمي للروايات السابقة وإنما تبحث عن مشروعها الخاص. | » |

د. سعيد الوكيل:
| « | مدينة اللذة تدوين لرحلة الإنسان، من الطفولة، إلى العبودية، إلى الحلم بعالم جميل. | » |

المدينة هذه من المدن التي إذا وجدت فعل الحب إسلام...«من الطيبة طبعي».

## وصلات خارجية
الكاتب على فيس بوك مدينة اللذة  على فيسبوك.
- آراء القراء على موقع أبجد حول رواية مدينة اللذة

موقع دار العين للنشر